# Туризм на Канарских островах
Тури́зм на Кана́рских острова́х является очень важным фактором местной экономики. Благодаря приятному субтропическому климату Канарские острова посещает множество туристов из Германии, Нидерландов, Великобритании и Ирландии. Канарские острова составляют второй испанский регион, принимающий наибольшее количество иностранных туристов (после Каталонии), с более чем 9,6 миллионами иностранных туристов ежегодно.
В 2019 году на Канарских островах было зарегистрировано 13,1 миллиона иностранных туристов.

## Национальности
Среди национальностей, которые посещают Канарские острова, британцы предпочитают Тенерифе и Лансароте, на которые приходится 46,7 % и 25 % их прибытий соответственно, немцы равномерно распределены между Фуэртевентурой (29,8 %), Гран-Канарией (28,9 %) и Тенерифе (26,1 %); скандинавы в основном выбирают Гран-Канарию (58,7 %), а испанские туристы — Тенерифе (46 %).
Канарские острова продолжают принимать туристов с традиционных рынков и испытывают наплыв посетителей из других стран, таких как Италия, Франция и Польша. Что касается итальянских туристов, то Тенерифе является основным направлением (42,49 %), за ним следуют Фуэртевентура (22,21 %), Гран-Канария (18,78 %) и Лансароте (16,51 %). Французы также выбирают Тенерифе на первом месте с 35,0 %, за которым следуют Фуэртевентура (30,9 %), Лансароте (20,1 %), Гран-Канария (13,3 %) и Ла-Пальма (0,7 %). Польские туристы распределятся так: Тенерифе (38,8 %), Фуэртевентура (26,7 %), Гран-Канария (21,9 %), Лансароте (11,9 %) и Ла-Пальма (0,7 %).
В абсолютных числах Тенерифе лидирует в рейтинге туристов с 5 928 000 человек, и Гран-Канария — 4 478 000 человек.
Массовый туризм, пляжный, зародившийся в 1960-х годах, адаптируется к изменениям и новым требованиям, которые усиливают культурный, сельский и деловой туризм.

## Статистика
Количество туристов, посетивших Канарские острова, составило около 15 976 000 человек в 2017 году, 16 150 054 человека в 2018 году и 15 589 290 человек в 2019 году.
Распределение по островам назначения было (в 2017 г.) (в миллионах):
- Тенерифе — 5,928
- Гран-Канария — 4,478
- Лансароте и Грасьоса — 2,929
- Фуэртевентура — 2,219
- Пальма — 0,294
- Гомера и Йерро — 0,128

## Острова

### Тенерифе
Согласно данным 2009 года, ежегодно на Тенерифе приезжают более пяти миллионов туристов, что делает его островом, принимающим наибольшее количество туристов. Основные центры туризма находятся на побережье на севере, такие как Пуэрто-де-ла-Крус, и на юге: Лос-Кристианос, Коста-Адехе, Плая-де-лас-Америкас, Фаньябе и Эль-Медано. На Тенерифе хорошо известен вулканический ландшафт вокруг пика Тейде или долина Ла-Оротава. Исторический центр города Сан-Кристобаль-де-ла-Лагуна представлен как одна из моделей испанских колониальных городов в Америке, поэтому в 1999 году ЮНЕСКО объявила его объектом Всемирного наследия.
Столица острова — Санта-Крус-де-Тенерифе, в этом городе преобладает современная архитектура, и он всегда характеризовался приёмом роскошных круизных лайнеров в своём порту. Тенерифе также является мировой достопримечательностью благодаря своему винному туризму, с маршрутами для этой цели в Северной зоне, где одни из лучших вин в мире. На винном маршруте также выделяются посещение гуачинчей, что делает Тенерифе привлекательным местом для гастрономического туризма. На Тенерифе также есть несколько парков развлечений, таких как Лоро-парк, Siam Park, парк Las Águilas del Teide или Пирамиды Гуимар среди других.
Сельский туризм очень важен на острове Тенерифе, выделяя Тено на севере, сельский парк Анага, недалеко от столичного района, Барранко-дель-Инфьерно и национальный парк Тейде, который является самым посещаемым национальным парком в Европе и вторым в мире, а также внесён в список Всемирного наследия ЮНЕСКО.

### Гран-Канария
Каждый год на Гран-Канарию приезжает более четырёх миллионов туристов. Основные туристические центры находятся на юге острова вдоль побережья и рядом с полем дюн Маспаломас и Плая-дель-Инглес. Вокруг Мелонераса, а также в соседнем муниципалитете Моган есть туристические комплексы вокруг порта Моган и других городов, таких как Пуэрто-Рико и Аргинегин. ЮНЕСКО считает микроклимат Могана на Гран-Канарии лучшим в мире.
Конгрессный и деловой туризм на острове становится все более важным, в основном в Лас-Пальмас-де-Гран-Канария, столице острова с туристической традицией вокруг пляжа Лас-Кантерас. Этот городской пляж протяжённостью более 3 километров постоянно посещают туристы и жители. Естественный риф, известный как «Ла-Барра», защищает пляж в нескольких метрах от берега и приглашает любителей дайвинга приблизиться к нему и открыть для себя часть морской фауны.
Круизный туризм развивается в порту Лас-Пальмас и в историческом центре города вокруг районов Вегета и Триана, где находятся Собор, Литературный кабинет, Музей Колумба или площадь Санто-Доминго. Наконец, внутренний туризм следует выделить в горных районах острова, а также в городах с историческими достопримечательностями внутри острова, таких как Терор, Арукас или Агуимес.

### Лансароте
Два с половиной миллиона туристов приезжают на Лансароте, самый восточный остров архипелага. Наиболее важные туристические центры находятся в Коста-Тегисе, Пуэрто-дель-Кармен, Плая-Бланка. Выделяются великолепные пляжи, такие как Фамара или Папагайо. Этот остров известен своим великолепным вулканическим ландшафтом, например, Национальным парком Тиманфайя или Мальпаис-де-ла-Корона, а также культурным наследием и наследием, оставленным лансаротским художником Сесаром Манрике.

### Фуэртевентура
Ежегодно на Фуэртевентуру приезжает около двух миллионов туристов. Туризм сосредоточен на восточном побережье острова, вокруг таких городов, как Корралехо, Морро-Хабле или Калета-де-Фусте. На острове есть качественные пляжи, практикуется большое количество морских видов спорта, особенно связанных с ветром, таких как виндсёрфинг. Остров представляет собой практически пустынный внутренний ландшафт, который создаёт большой контраст, который представляет его привлекательность. Одним из элементов, привлекающих больше всего туристов во внутренние районы острова, является гора Тиндайя, которая имеет большое значение для аборигенов острова.

### Пальма, Гомера и Йерро
Около трёхсот тысяч туристов ежегодно приезжают на Ла-Пальму, Ла-Гомеру и Эль-Йерро, которые являются самыми маленькими и самыми западными островами. Природа этих островов впечатляет и практикуются различные виды спорта, такие как пеший туризм, катание на горных велосипедах, прыжки с парашютом. Рядом с островом Ла Гомера и Тенерифе обитает большое количество китообразных, что привлекает группы туристов.

## Исследование туризма на Канарских островах
Канарские острова пользуются международным авторитетом в области исследований, анализа и образования в области туризма благодаря своим двум университетам, о чём свидетельствует признание Кампуса международного передового опыта: Университет Ла-Лагуна (ULL) и Университет Лас-Пальмас-де-Гран-Канария (ULPGC). ULPGC объединяет Институт туризма и устойчивого экономического развития, который входит в число 30 лучших в мире по научной продукции.
El Tides как институт, отвечающий за исследования в области туризма в ULPGC, способствовал тому, что ULPGC занял второе место в Испании по международной научной продуктивности в области туризма и четвёртое место в Европе и среди 30 лучших университетов мира по научной продуктивности в сфере туризма.